# Пърналия (община Карбинци)
 Тази статия е за селото в Щипско.  За селото в Радовишко вижте Пърналия (община Радовиш).  
Пърналия (на македонска литературна норма: Прналија) е село в централната източна част на Северна Македония, община Карбинци.

## География
Селото е разположено в планината Плачковица.

## История
В XIX век Пърналия е изцяло турско село в Щипска кааза на Османската империя. Според статистиката на Васил Кънчов („Македония. Етнография и статистика“) от 1900 година Парнарли има 125 жители, всички турци.
Според Димитър Гаджанов в 1916 година в Пърнаали живеят 106 турци.